# Pleopodias elongatus
Pleopodias elongatus là một loài chân đều trong họ Cymothoidae. Loài này được Richardson miêu tả khoa học năm 1910.